# Gertrud Schloss
Gertrud Schloss, auch Lea Gertrud Schloß (geboren am 18. Januar 1899 in Trier; gestorben 1942 in Chełmno im KZ Kulmhof) war eine jüdische Journalistin, Schriftstellerin und Sozialdemokratin. Mit der Internationalen Frauenliga für Frieden und Freiheit setzte sie sich für Frauenrechte ein. Später gab sie ihre Identität auf, um mit satirischen Texten wie Spottgedichten gegen die Nationalsozialisten vorzugehen.

## Leben
Gertrud Schloss wuchs in einer jüdischen Fabrikantenfamilie auf, die auf Produktion von Herren- und Knabenkonfektionsware ausgerichtet war. Ihr Bruder Heinrich wurde 1902 geboren. Sie bekam als Mädchen eine fundierte Ausbildung und schloss 1920 die Königlich höhere Mädchenschule (seit 1913 Auguste-Viktoria-Schule) mit dem Abitur ab. Aufgrund ihrer großbürgerlichen Herkunft wurde ihr anschließend ein kostspieliges Studium in Würzburg, Frankfurt am Main und Heidelberg ermöglicht. Schloss studierte Nationalökonomie und schloss mit einer Dissertation zum Thema Der Staat in der bolschewistischen Theorie und Praxis ab. Ab 1923 war sie berechtigt, den Doktortitel zu führen.

### Wirken

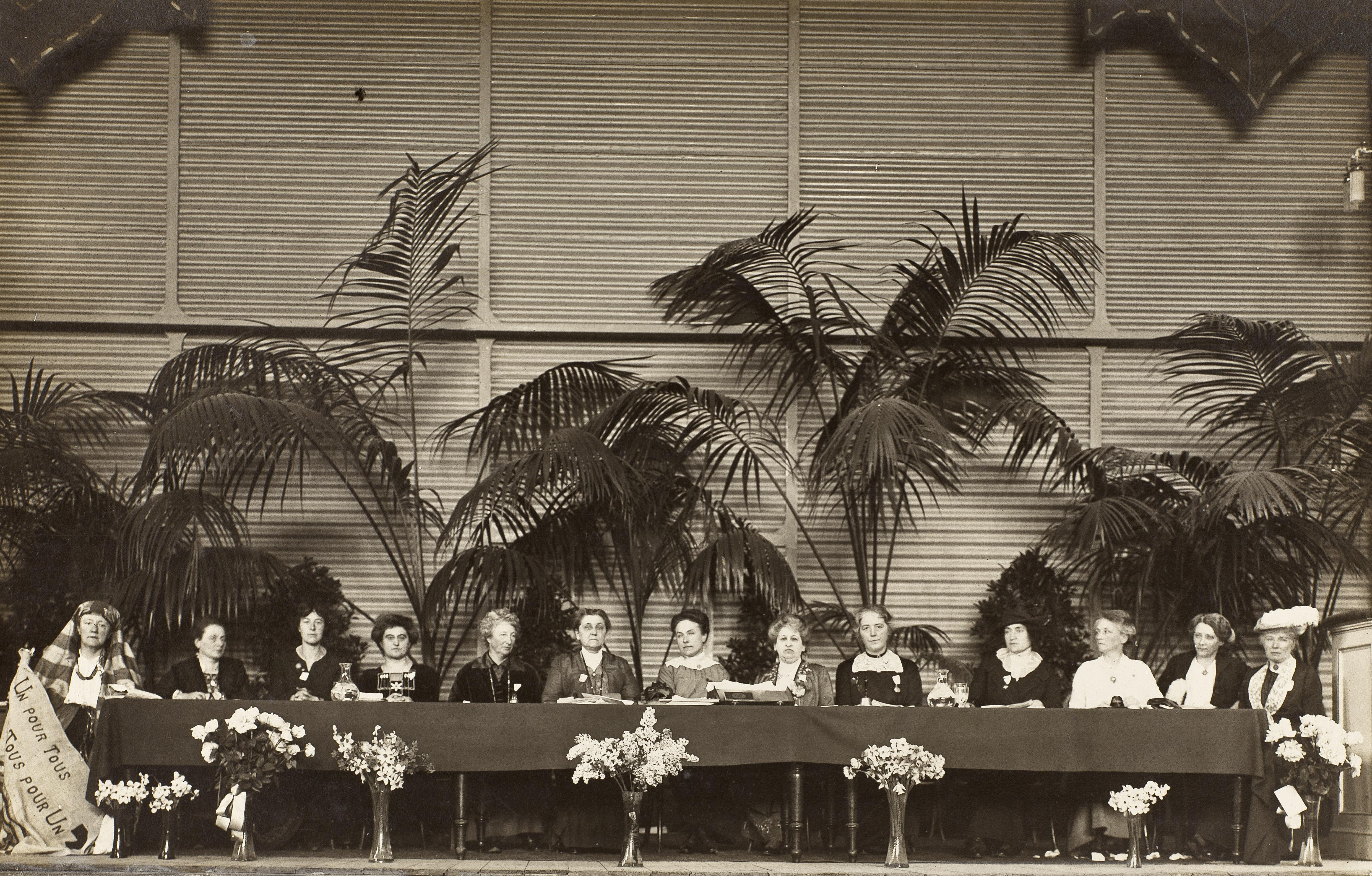
International Congress of Women 1915 in Den Haag. Von links nach rechts: 1. Lucy Thoumaian – Armenien, 2. Leopoldine Kulka – Österreich, 3. Laura Hughes – Kanada, 4. Rosika Schwimmer – Ungarn, 5. Anita Augspurg – Deutschland, 6. Jane Addams – USA, 7. Eugenie Hanner – USA, 8. Aletta Jacobs – Niederlande, 9. Chrystal Macmillan – England, 10. Rosa Genoni – Italien, 11. Anna Kleman – Schweden, 12. Thora Daugaard – Dänemark, 13. Louise Keilhau – Norwegen

Nach dem Studium kehrte sie 1923 nach Trier zurück und wurde Mitglied in der Internationalen Frauenliga für Frieden und Freiheit (International Congress of Women). Schloss war zeitweise in Trier Vorsitzende der Vereinigung. In der sozialdemokratischen Trierer Zeitschrift Volkswacht veröffentlichte Schloss ab 1924 regelmäßig politische Artikel, die von klassenkämpferischer Schärfe waren, sowie satirische Spottgedichte auf die Nationalsozialisten. Ihr erster Artikel, in dem sie sich für ein vereintes Europa von Spanien bis zum Ural einsetzte, erschien 1924 in der Volkswacht. Sie schrieb auch als Theater- und Konzertrezensentin. Durch ihre journalistische Arbeit und Vorträge vor der SPD-Frauenorganisation, deren zweite Vorsitzende sie ab 1924 war, wurde sie 1926 zur Vorsitzenden der Theatergemeinde Freie Volksbühne gewählt.

### Werk
Ihr erstes Theaterstück Ahasver wurde am 27. Januar 1928 im Stadttheater Trier aufgeführt und im selben Jahr in Greiz (Thüringen) uraufgeführt. Mit der Figur des ewig heimatlos wandernden Juden stellte sie eine unmittelbare Beziehung zum aufkommenden Nationalsozialismus her und begeisterte damit ihr Publikum. Das Textbuch ist verschollen.
Gertrud Schloss veröffentlichte 1932 ihren Gedichtband Begegnungen, der lesbische Liebeslyrik enthält. Bereits in ihrem 1930 in der Berliner „Frauenwelt“ veröffentlichten Zeitungsroman „Loni. Leben eines Barmädchens“ hatte sie explizit Stellung gegen den „Abtreibungsparagraphen“ 218 bezogen. In den folgenden Jahren veröffentlichte sie mehrere Romane, die unter ihrem Pseudonym Alice Carno erschienen.

### Emigration und Verhaftung
Mit der Machtübernahme durch die Nazis zog sie 1933 nach Frankfurt/Main, wo sie bei ihrer Agentin und wohl auch Freundin, der verwitweten Mary Eck-Troll (1884–1963), lebte. Als ihr Ausreiseantrag nach Luxemburg genehmigt wurde, zog sie 1939 für kurze Zeit in das kleine Dorf Walferdingen. Im Mai 1940 erlebte sie gemeinsam mit ihrer Mutter und ihrem Bruder den Einmarsch der deutschen Wehrmacht.
Am 10. Mai 1940 wurden sie und ihr Bruder verhaftet und mit 512 Juden aus Luxemburg ins Getto nach Litzmannstadt in Łódź, Polen deportiert und vermutlich 1942 im KZ Chełmno/Kulmhof ermordet.

## Ehrungen

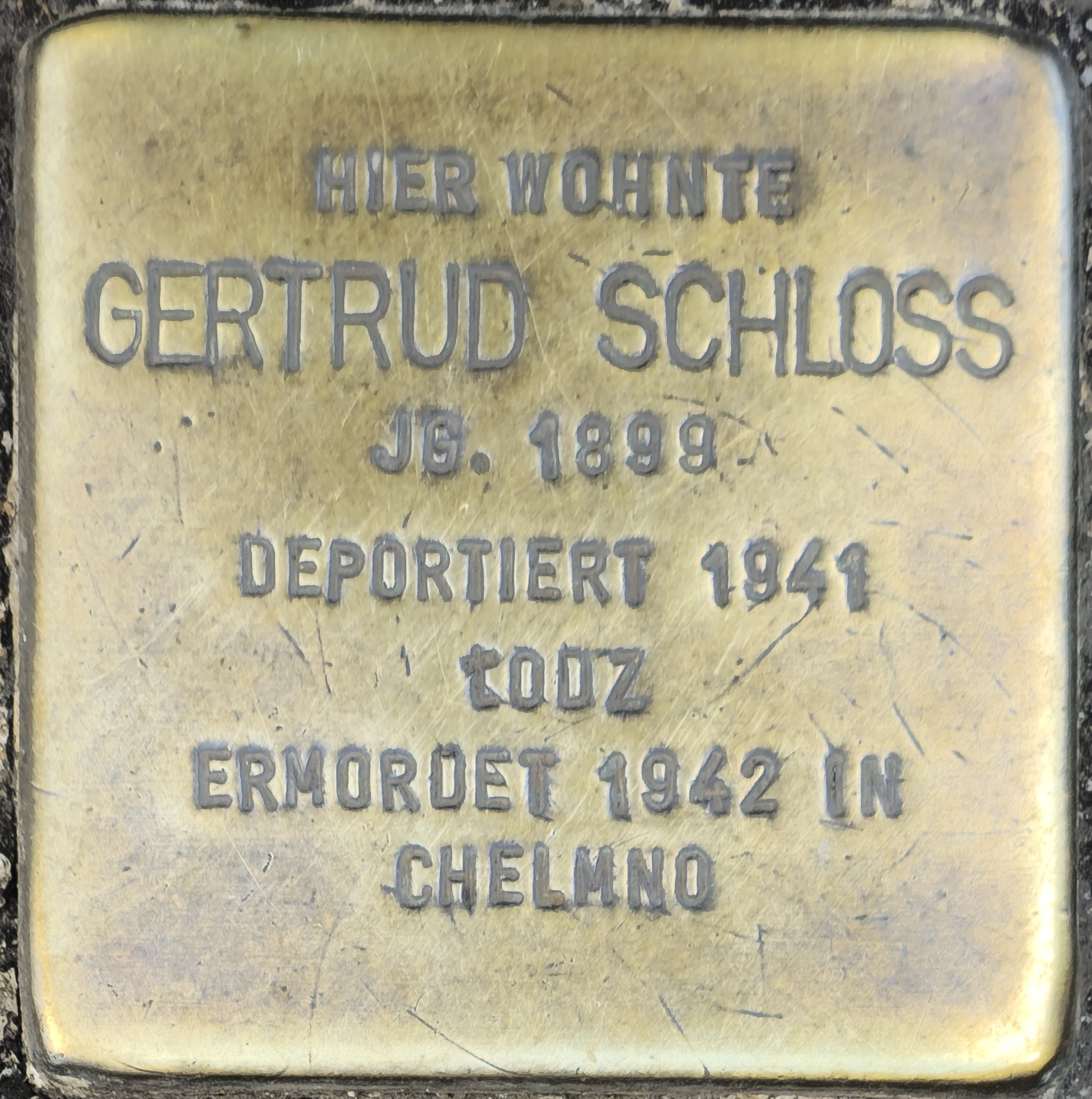
Stolperstein in Trier, Saarstraße 31

Der Gedichtband Begegnungen, das – als verschollen geltend – 1985 erstmals wieder von éditions trèves publiziert wurde und unter dem Titel Die Nacht des Eisens neu aufgelegt. Die Historikerin Tamara Breitbach ergänzte umfassende biografische Details in einem Essay. Breitbachs Forschungen brachten Gertruds Schloss Biografie in die Öffentlichkeit.
1990 benannte die Stadt Trier eine Straße in Feyen nach ihr. Die Regisseurin und Autorin Jutta Schubert gedachte 57 Jahre nach Gertrud Schloss’ Tod mit dem Theaterstück Des Teufels Komödiant am Theater Trier in der Reihe Trierer Persönlichkeiten.
Ein Stolperstein erinnert in der Trierer Saarstraße 31 an Gertrud Schloss.

## Publikationen
- Der Staat in der bolschewistischen Theorie und Praxis. Dissertation. Heidelberg 1923.
- Pazifistische und sozialistische Politik. In: Sozialistische Monatshefte. Band 31, 1925.
- Europäische Möglichkeiten. In: Volkswacht. (sozialdemokratische Trierer Zeitung). Nr. 24, 30. Januar 1928.
- Loni, Leben eines Barmädchens. In: Frauenwelt. Stuttgart 1930.
- Rechtsanwalt Dr. Edith Brandt / A. Carno. Hallwag, 1958.
- Begegnung. Editions Trèves, 1985, ISBN 3-88081-158-X.
- Das unruhige Herz. Derflinger & Fischer, Wien/Leipzig 1936.
- Zwischen Pflicht und Liebe. Derflinger & Fischer, Wien/Leipzig 1936.

als Alice Carno (Pseudonym)
- Seine Frau die Fliegerin.

Theaterstücke
- Ahasver. Schauspiel, Trier 1928; Aus der Geschichte des Theaters der Stadt Trier. In: 1802 Stadttheater Trier 1927